# 1963年叙利亚政变
1963年叙利亚政变，复兴党政府称之为3月8日革命（阿拉伯語：ثورة الثامن من آذار）、敘利亞革命，是指阿拉伯复兴社会党發動的一場軍事政變。此次政變受到了阿拉伯复兴社会党－伊拉克地区發動的斋月革命的启发，並且在1963年2月起開始策劃。
此次政变是米歇尔·阿弗拉克授意下由复兴党「军事委员会（阿拉伯語：اللجنة العسكرية）」策划，軍事委員會的主要成員是穆罕默德·烏姆蘭、薩拉赫·賈迪德和哈菲茲·阿薩德，他們都是阿拉維派信徒。在整個規劃完成後，原計劃於3月7日發動政變，但在政變密謀被當時的敘利亞政府隱約察覺後，复兴党決定將政變推迟一天。政變後，復興黨軍事委員會發起了一系列清洗行動，改變了敘利亞武裝部隊的結構；將90%的替換為阿拉維派軍官，令阿拉維派佔據主導地位。
這次政變結束了處於後殖民時期的敘利亞民主時代，並將敘利亞轉變為一個實行極權主義統治的一黨專政國家。新上台的叙利亚復興黨政權使用殘酷鎮壓和國家恐怖主義牢牢控制社會、經濟、政治、教育和宗教領域，透過警察、政治體系、武裝部隊及政治安全系統保持對權力的控制，相關狀況在哈菲茲·阿薩德在1970年透過政變上台後變得越來越普遍和嚴重。這些因素令到2011年阿拉伯之春波及敘利亞時，政府對示威者的殘酷鎮壓，間接導致敘利亞內戰的爆發。

## 背景

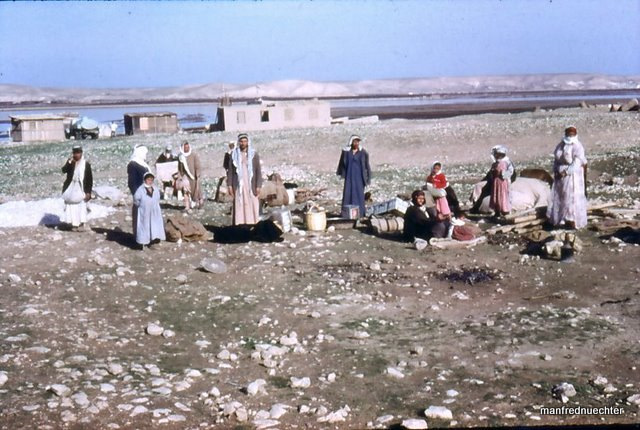
1961年時敘利亞的某個村莊

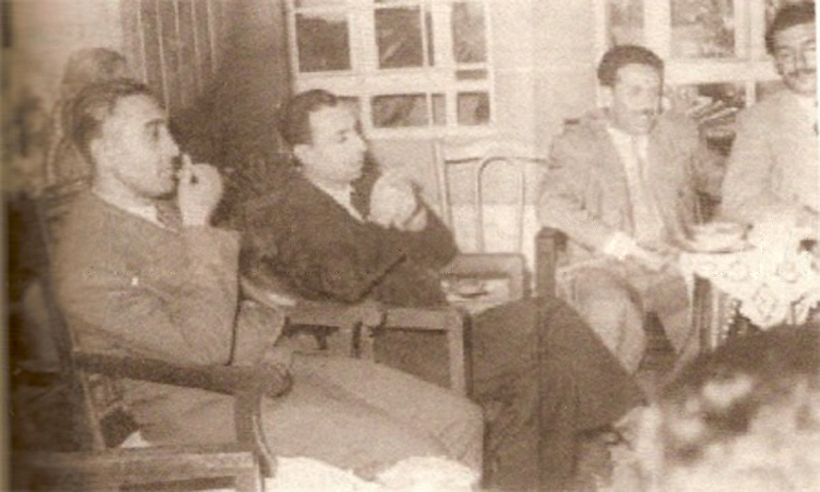
1947年4月，復興黨領導人聚集在大馬士革進行會議

### 敘利亞政勢
現代敘利亞最初成立於1920年，最初是由費薩爾一世領導下的阿拉伯敘利亞王國。該國家擁護阿拉伯民族主義和泛伊斯蘭主義。然而，第一次世界大戰後英國與法國達成了一項秘密協議（賽克斯-皮科協定），法國強行推翻該王國並建立了法屬敘利亞託管地，費薩爾一世被驅逐到伊拉克。自此，敘利亞成為法國的殖民地之一，隨後法國在託管地建立兩個政權（敘利亞聯邦和敘利亞國），這兩個政權受到大多數敘利亞人的反對，其中許多人將其視為歐洲帝國主義的附庸政權。在這個時期，有一些敘利亞政黨或者團體試圖建立敘利亞的身份認同，其中著名的例子是叙利亚民族社会党。但當時大多數敘利亞人仍然認為自己是阿拉伯人而不是敘利亞人。
法國託管期間的管治政策體現出類似於歐洲中世紀的封建制度，建立在半自由寡頭政治的社會基礎之上。這套制度一直維持到阿拉伯聯合共和國成立為止。這種制度創造了反映城鄉生活方式的階級社會。據估計，約三分之二的農民沒有土地，而當時大約3000個家庭擁有敘利亞一半的土地，當地的中產階級擁有大部分中小型房產。同時農業收入高度傾斜，最頂層（資產階級）的2%人口獲得了50%的收入，而中產階級（商人）賺取了25%的農業收入。剩下的人只得到了25%收入。
敘利亞於1946年4月17日正式獨立。法國託管期間的統治敘利亞的精英繼續掌權，形成精英統治，並且繼續沿用法國管治政策。1948年阿以戰爭的失敗導致傳統精英政治的垮台和軍閥政治的崛起。敘利亞軍隊參謀長胡氏·阿爾-扎伊姆於1949年3月30日發動軍事政變奪權，成為敘利亞第一位軍事獨裁者至1949年8月。在1951年，軍官阿迪卜·施捨克里開始在幕後掌握權力，在1953年又建立了軍事獨裁政權。軍隊介入敘利亞政治摧毀了寡頭政治，但同時使中產階級能夠參與敘利亞政治。
在這種環境下，阿拉伯復興社會黨的意識形態應運而生。該黨派由米歇爾·阿弗拉克和薩拉赫丁·比塔爾在20世紀40年代創立，其他在復興黨運動早期發揮重要作用的人包括扎基·阿蘇茲以及瓦希比·加尼姆。阿拉伯復興社會黨由阿拉伯社會黨（由阿克拉姆·胡拉尼於1953年創立）和阿拉伯復興黨合併而成。1947年阿拉伯復興社會黨成立大會的150名代表中，大多數是中產階級專業人士或知識分子。到1950年代，該黨已成功獲得中產階級的普遍支持。
同時，復興黨並不是一個純粹的中產階級政黨，它從一開始就派出的幹部到農村地區或者落後地區招募新黨員，雖然復興黨當時仍然奉行伊斯蘭保守主義，但是該黨堅持民粹主義的立場成功吸引大量農民及民眾加入。1956年，復興黨組織了敘利亞歷史上第一次勞工抗議活動。雖然復興黨在當時的勢力很大，但它從社會各界招募新黨員的決定導致了黨內產生嚴重的部落主義和侍從主義，被認為是一個「處於部落到現代黨派的中間黨派」。
當時的復興黨面臨一個重大的困境：透過選舉或強制手段來掌權。即使是黨內自由派和民主派的領導人也傾向以選舉涉及腐敗為由發動政變。而在阿拉伯聯合共和國成立之後，復興黨曾經解散了一段時間。1962年，阿弗拉克召開復興黨代表大會並重建該黨。

### 社會背景
1963年敘利亞政變常被視為純粹的軍事政變，但它包含了許多民族叛亂的成分。該政變是由一個反寡頭聯盟領導的，該聯盟由激進的下層中產階級、軍官團的戰略成員、宗教少數群體和大量農民組成。在國際背景下，政變的發生是因為新成立的敘利亞民眾對以色列建國獨立的敵意以及外國勢力對敘利亞任意更改邊界導致敘利亞民眾的普遍不滿。
因為傳統菁英以及土地貴族主導了農業領域並控制了大部分財富，引發了敘利亞新中產階級不滿，新中產階級由反對傳統菁英的資本家和小企業家組成，該階級經常嘗試參與政治，但由於寡頭對政治權力的長期壟斷導致他們的嘗試未能成功，使新中產階級的意識形態激進化。當時在阿拉伯地區發生的民族鬥爭受到阿拉伯民族主義、泛伊斯蘭主義、大敘利亞主義及修正主義等意識形態的影響，激進的意識形態催生了激進的土地改革。
在許多國家，軍隊以及其指揮官都是十分保守和信奉精英主義的，但在敘利亞卻變得激進，因為軍隊希望獲得更大的權力，認為傳統的精英無法保衛國家。敘利亞軍隊大量士兵是從內陸地區招募，他們主要屬於新中產階級以及少數族群。
在敘利亞，宗教少數群體往往處於弱勢地位，特定種族／宗教派系通常屬於特定社會階層。例如，阿拉維派、德魯茲派和伊斯瑪儀派都是社會階級較低的族教群體，他們開始接受並且認同阿拉伯民族主義，同樣地復興黨也主張激進的阿拉伯民族主義，並以此作為平等融入民族社會的一種方式。
另外，在這場政變中農民也產生了極為重要的作用，《變化社會中的政治秩序》寫到「新中產階級只能造成政局不穩」。但農民才會支持長久的激進變革或者革命，這是由於城鄉居民之間的不平等，加上資本主義對農業的滲透以及傳統菁英階級對大部分收入來源的壟斷，導致了爭取變革或反對舊有制度的農民運動或者思想。阿拉伯复兴社会党的敘利亞支部能夠從激進的農民運動中招募年輕人加入復興黨及軍隊，以便擴大勢力及鋪平政變道路。

## 規劃階段
1962年，阿拉伯复兴社会党敘利亞地區支部軍事委員會大部分時間都在規劃透過常規軍事政變奪取政權。軍事委員會決定必須佔領基斯沃和蓋泰納的軍營，並收編第70裝甲旅、佔領霍姆斯軍事學院和大馬士革廣播電台。
為了政變成功，軍事委員會開始嘗試爭取一些敘利亞軍官的支持。由於阿拉伯聯合共和國的崩潰，加上兵變、清洗和調動，使軍官团雜亂無序，並容易受到反政府煽動的影響。當時敘利亞軍隊內部分為五個不同的派系；支持敘利亞政府的「大馬士革派」、「阿克拉姆·胡拉尼派」、「納賽爾派」、「復興黨派」和一群獨立人士。「大馬士革派」因支持納齊姆·庫德西的民選政府而成為軍事委員會的敵人；「阿克拉姆·胡拉尼派」因反對泛阿拉伯主義而被視為競爭對手；「納賽爾派」則成為復興黨的盟友，因為當時的敘利亞總統正在嘗試消除納賽爾的影響。
軍事委員會命令一群下級軍官邀請上校齊亞德·哈里里加入政變部隊，他是面向以色列的前線指揮官，軍事委員會向哈里裡承諾“如果我們成功，你可以成為參謀長；如果我們失敗，你可以與我們斷絕關係。”哈里裡支持並且同意加入該委員會，因為敘利亞總理哈立德·阿茲姆打算解除他的指揮權及降職。
在策劃政變時，軍事委員會及其成員並不受到復興黨人的支持。軍隊-黨派（阿拉伯复兴社会党）聯合起來的首要原因是為了保護復興黨免受鎮壓，當時軍事委員會並不看好米歇爾·阿弗拉克領導的復興黨文職領導層，反對他在阿聯時期解散復興黨。但這時阿弗拉克需要軍事委員會來奪取權力，而軍事委員會也需要阿弗拉克來保住權力，因為軍事委員會明白沒有阿弗拉克，他們就沒有支持的基礎。1962年5月8日召開的第五次全國復興黨代表大會決定重建該黨，並繼續由阿弗拉克擔任全國指揮部秘書長。會議過後軍事委員會向阿弗拉克傳達了政變的意圖，阿弗拉克同意了，但他與委員會沒有就政變後如何分享權力達成協議。

## 政變

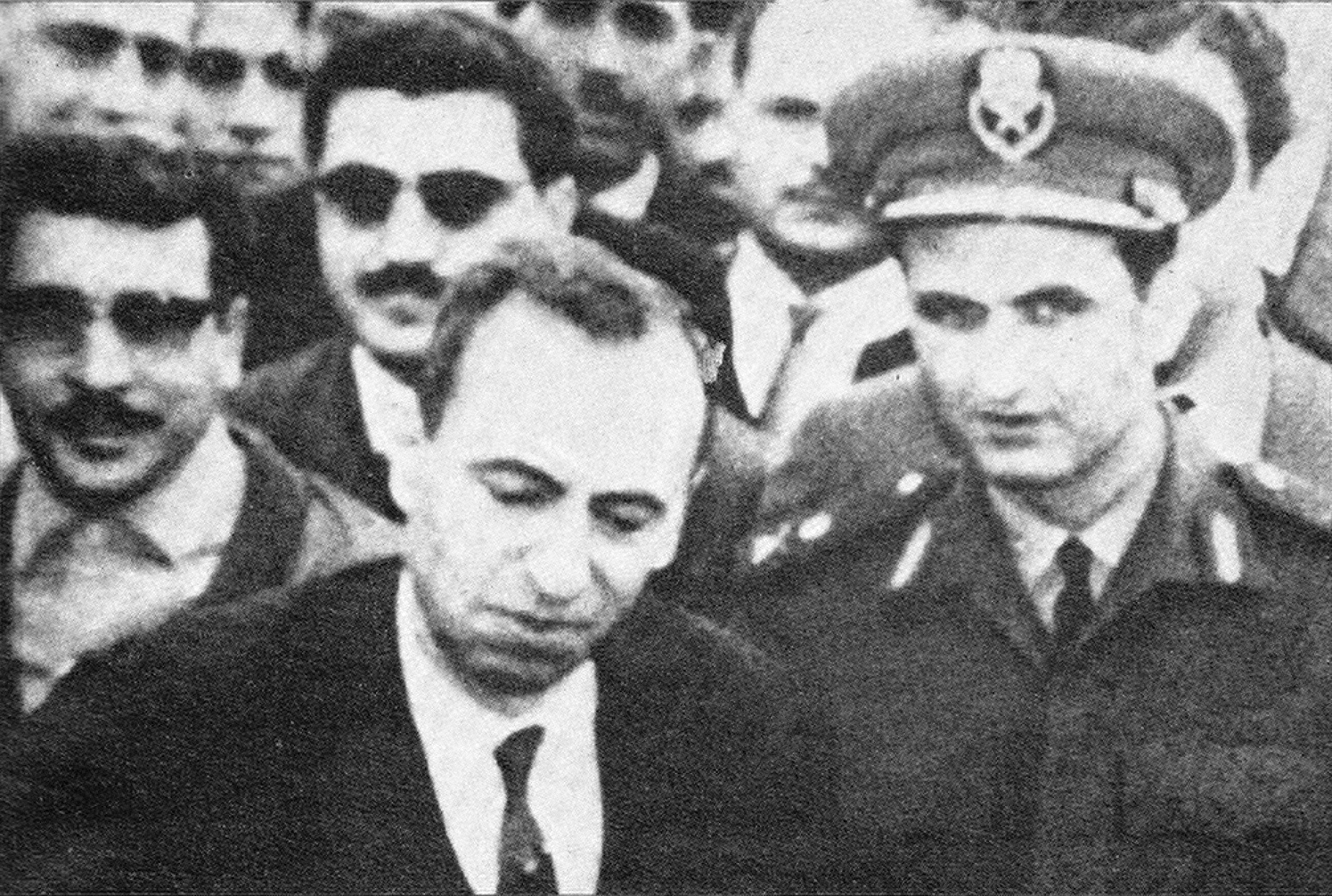
復興黨文官派領袖阿弗拉克和策劃政變人物賈迪德

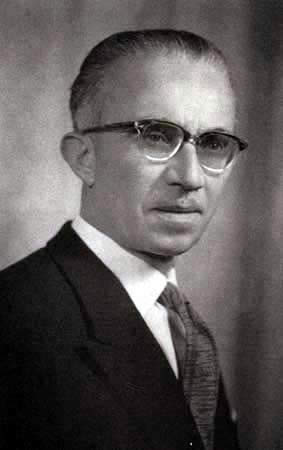
納齊姆·庫德西曾任敘利亞總統、兩任總理以及議會議長，在本次政變被推翻後被拘留一小段時間，獲釋後前往約旦定居

與伊拉克支部相比，敘利亞地區支部沒有群眾支持，也沒有中產階級的重要支持基礎。儘管阿弗拉克因該黨缺乏支持而警告軍事委員會，但他們未有理會，並計劃於3月7日發動政變。然而，那天敘利亞軍事情報局突襲了政變策劃者計劃聚集的公寓，有數名軍官當場被捕。之後該政變被迫推遲至3月8日進行。3月7日晚至8日早上，政變部隊開始向大馬士革進發。齊亞德·哈里里率領一旅從以色列前線前往大馬士革，復興黨軍官率先控制了駐紮在苏韦达的第二個旅。在夾擊中，第70裝甲旅旅長向政變部隊投降，烏姆蘭迅速地接管了第70裝甲旅的控制權。
駐紮在大馬士革西南部城市蓋泰納的潛在敵對部隊沒有介入，事後判斷可能是因為政變部隊已經控制了大馬士革地區的通訊。之後哈里裡的軍隊繼續向大馬士革進軍，到達後開始在該市設置路障，同時封鎖了郵局等重要設施。復興黨軍官薩利姆·哈圖姆上尉佔領了廣播電台。敘利亞國防部總部沒有任何抵抗就被佔領，總司令被捕，敘利亞總統納齊姆·庫德西及總理哈立德·阿茲姆很快也被政變部隊拘捕。政變當天早上，薩拉赫·賈迪德騎著自行車進城，佔領了軍官事務局。
哈菲兹·阿萨德帶領一小群政變部隊佔領了大馬士革東北40公里（25英里）處的杜邁爾空軍基地。這是唯一抵抗政變的強大力量，該基地的一些飛機奉命轟炸政變部隊。最初的計劃是阿薩德將率領一個連在清晨前佔領該空軍基地，以防止空襲。但由於第70裝甲旅的投降時間比預期的要長，導致阿薩德的部隊落後於計畫。當阿薩德的部隊抵達基地外圍時天已大亮。阿薩德派出兩名軍官告訴該基地的指揮官，如果他們不投降，政變部隊將開始砲擊基地。據阿薩德本人稱，儘管該基地的部隊可以在戰鬥中擊敗政變部隊，但他們最終決定向政變部隊投降。當天上午晚些時候，政變領導人在陸軍總部舉行慶祝活動。
820人在政變期間被殺或受傷，另有20人隨後被處決。這次政變遭到了廣大民眾的冷漠對待。後稱為「革命詩人」的薩伯法爾豪特（阿拉伯語：صابر فلحوط）撰寫並發佈了「第九號公報」，該公報恢復了35名軍官的職務。

## 後續事件

自政变结束后，复兴党一直统治叙利亚直到2024年12月其政权垮台

敘利亞新政權的第一個行動是建立由20人組成的全國革命指導委員會（NCRC），由十二名復興黨人和八名納賽爾主義者和獨立人士組成。3月9日，NCRC命令薩拉赫丁·比塔爾組成政府，並執行NCRC的政策。後來，六名平民被授予NCRC委員資格，其中包括三名復興黨成員和三位納賽爾主義者。但這些行為並沒有改變權力平衡，軍官仍然控制著國家。政變後，軍事委員會成員就在NCRC成員的背後秘密製定國家政策，當文職領導人曼蘇爾·阿特拉什發現後就質問：「為什麼這些先生們不說話？我可以建議他們任命一名聯絡官來傳達他們的意見嗎？對我們有何看法？」，在這件事之後烏姆蘭才粗略地向NCRC委員介紹軍事委員會的計劃。
另外，復興黨當局在1963年以后禁止了穆斯林兄弟會等政党的活动，軍隊內同情或者支持穆斯林兄弟會的軍人都被当局铲除。軍隊開始由阿拉维派和德鲁兹派军官主導，同時在軍隊內部安插與軍事委員會成員關係密切的阿拉維派人士。自此，穆斯林兄弟會開始反抗復興黨政權，並於1964年發動罷工，史稱「1964年哈馬騷亂」。

### 7月18日政變：奧爾萬起義

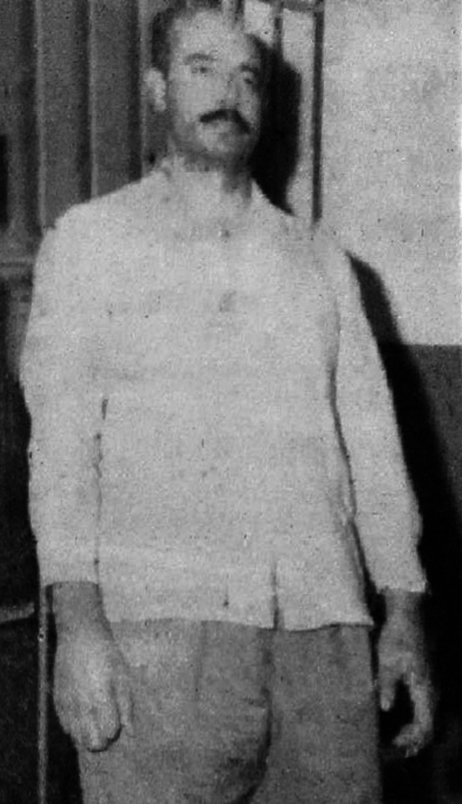
1963年，賈塞姆·奧爾萬發動的軍事政變失敗後被捕受審

在政變之後，來自敘利亞北部和大馬士革持續的親納賽爾示威活動以及支持埃及與敘利亞、伊拉克聯合的复兴党領導人的壓力，促成了新政權與埃及和伊拉克政府之間建立聯盟國家的進度，伊拉克的反阿聯政府也在1963年被推翻。4月17日，三方達成了一項新的階段性統一協議，將三個國家納入聯邦，納賽爾擔任聯邦的總統兼武裝部隊總司令，以開羅為首都。
然而，4月28日至5月2日期間，復興黨的軍事委員會私底下放棄了這個計劃，先後解除了50多名納賽爾主義軍官在武裝部隊中的高級職位，敘利亞政府相關行為導致埃及通過廣播電台譴責復興黨（傾向納賽爾主義的報紙先前已關閉）。阿勒頗、大馬士革、哈馬和該國其他地區發生大規模支持阿拉伯聯合共和國的騷亂，針對納賽爾派的清洗行動促使納賽爾派官員紛紛辭職抗議。同時，敘利亞軍隊的大部分遜尼派軍官被撤職或者解僱，阿拉維派軍官佔比越來越大，這引起了敘利亞民眾的強烈抗議，許多知識分子透過媒體和出版物指出新政權的宗派特徵。
6月19日，總參謀長哈里裡率領包括總理比塔爾、阿弗拉克和教育部長在內的高級代表團出訪阿爾及利亞。哈里裡不在國內期間，軍事委員會利用這個機會對哈里裡麾下的約30名精英軍官進行了清洗，其中大部分是政治獨立人士。隨後哈里裡奉命直接飛往敘利亞駐美國大使館，並在那裡被重新任命為大使館武官。但不久後，他於6月23日搭乘飛往貝魯特的航班返回敘利亞，以抗議軍事委員會針對他的行動，但最終抗議失敗。軍事委員會驅逐了哈里裡，他被迫於7月8日離開敘利亞前往法國。
儘管進行了清洗，但是納賽爾派在軍隊中仍然保持著較高的實力。7月18日在埃及情報部門的幫助下，納賽爾派軍官賈塞姆·奧爾萬試圖發動一場針對新政府的政變。陸軍總部和廣播電台遭到攻擊，隨後的戰鬥造成數百人死亡，其中包括幾名旁觀者。但這次政變最終失敗，27名參與政變的軍官被逮捕處死。總統盧艾·阿塔西隨後辭職，表示他不贊成處決政變參與者。在短暫逃避當局追捕之後，奧爾萬及其主要同謀被捕並接受軍事法庭審判，他們被判犯有叛國罪及判處死刑。但是在納賽爾和伊拉克總統阿卜杜勒·薩拉姆·阿里夫的遊說之下，他們僅在一年後被流放。
奧爾萬政變的失敗標誌著納賽爾主義對敘利亞軍事和民事機構的重大影響的結束，隨著親納賽爾勢力的失敗，復興黨軍事委員會成為該國唯一的權力中心。敘利亞與埃及的關係急劇惡化，但納賽爾仍然受到敘利亞群眾的歡迎，他在之後曾發表廣播譴責復興黨是“殺人犯”和“法西斯分子”，最終雙方也退出了統一協議。政變失敗和隨後的第二次清洗的關鍵結果之一是阿拉維派軍官在復興黨軍官隊伍中佔據主導地位，並且成功繼續透過人數優勢控制軍隊。新復興黨軍官（年輕一派的軍官、阿拉維派軍官）隨後反抗復興黨的老軍官（阿弗拉克的派系），產生嚴重的權力鬥爭，導致1966年政變。
在一個政變遠多於選舉的國家，要找到建立穩定政府的基礎並不容易。事實上，許多外國觀察家認為政變已經成為國家政治運動的一部分。他們得出的結論是，沒有人對政變感到非常沮喪...——Gary, LeCompte; Leo, Hamalian